# Lady Croissant
„Lady Croissant” este un album în concert al cântareței australiane Sia, lansat în aprilie 2007 prin intermediul casei de discuri Astralwerks. Numit un „mini-album” de Astralwerks, colecția conține o întegistrare de studio („Pictures”) precum și opt piese înregistrate live în timpul unui concert din aprilie 2006 la Ballroom Bowery din New York City. Opt melodii au fost scrise sau compuse de către Sia; de asemenea prezent pe album este o preluare al piesei lui Ray Davies „I Go to Sleep”, o înregistrare de studio din care mai târziu a apărut pe albumul de studio al Siei Some People Have Real Problems (2008). Albumul a fost produs de Dan Carey, mixat de Jon Lemon și Taz Mattar la Sarm Studios în Londra și masterizat de către Emily Lazar și Sarah Register la The Lodge în New York City. Lady Croissant a primit recepție critică mixtă și a dat naștere la un disc single, „Pictures”, care a fost lansat exclusiv prin American Eagle Outfitters pe data de 27 noiembrie 2006.

## Lista pieselor

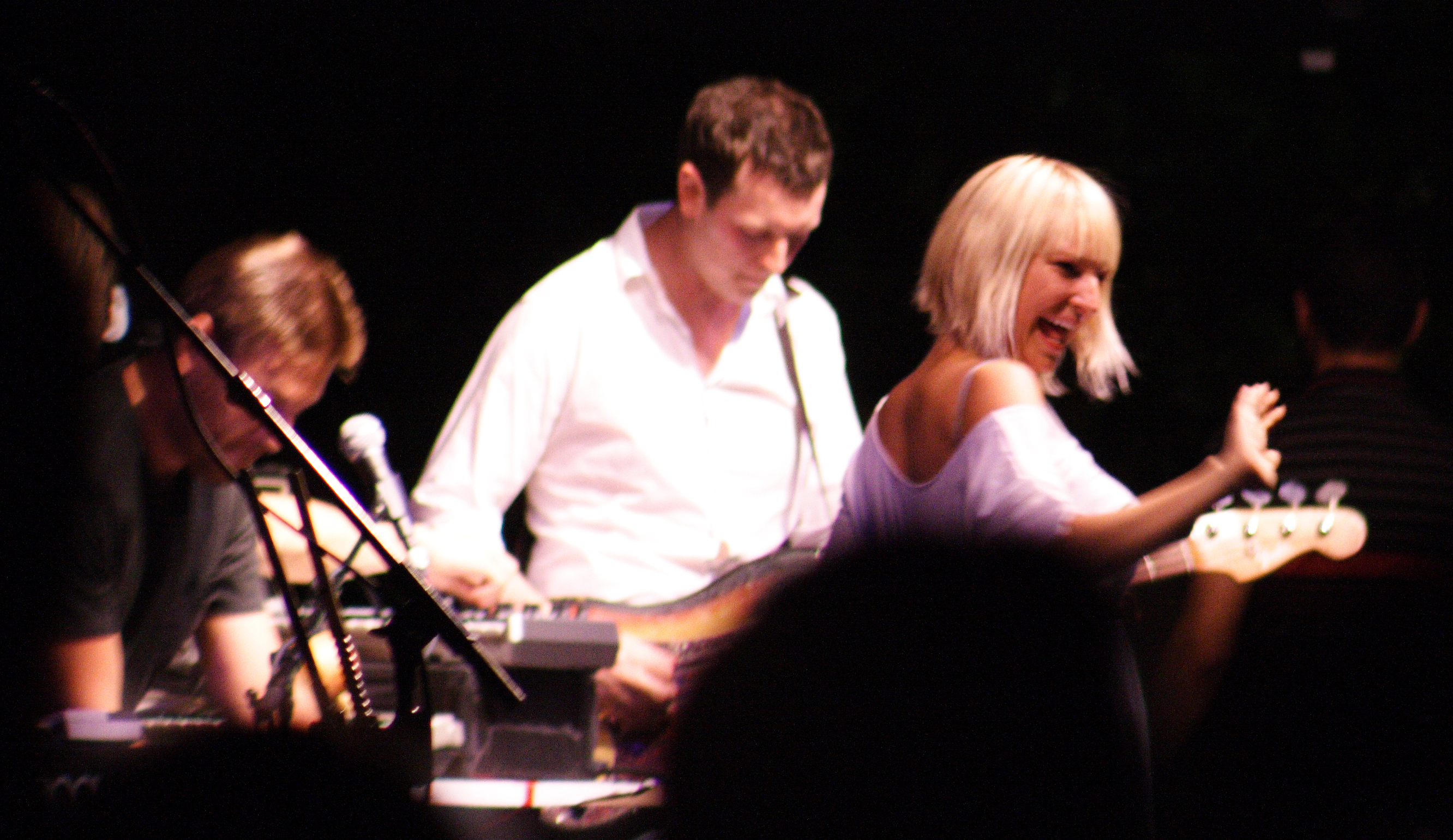
Sia și Zero 7 cântând în 2006; Henry Binns și Sam Hardaker de la Zero 7 sunt creditați ca și compozitori pentru „Destiny” și „Distractions”

1. „Pictures” (Dan Carey, Sia Furler) – 3:37
2. „Don't Bring Me Down” (Furler, Blair MacKichan) – 4:36
3. „Destiny” (Sophie Barker, Henry Binns, Furler, Sam Hardaker) – 3:55
4. „Blow It All Away” (Kevin Armstrong, Furler, Felix Howard, MacKichan) – 5:19
5. „Lentil” (Samuel Dixon, Furler) – 4:11
6. „Numb” (Furler, Howard, James McMillan) – 4:26
7. „I Go to Sleep” (Ray Davies) – 3:17
8. „Breathe Me” (Carey, Furler) – 5:52
9. „Distractions” (Binns, Furler, Hardaker) – 5:03

Lista pieselor conform AllMusic.

## Personal
- Kevin Armstrong – compozitor
- Sophie Barker – compozitor
- Henry Binns – compozitor
- Felix Bloxsom – baterie
- Dan Carey – bas, compozitor, inginier, chitară, clape, producător, Wurlitzer
- Robin Danar – asistent inginier
- Ray Davies – compozitor
- John Dent – masterizare
- Samuel Dixon – bas, compozitor
- Tom Elmhirst – mixaj
- Sia Furler – compozitor, vocal
- José González – fotografiere
- Sam Hardaker – compozitor
- Felix Howard – compozitor
- Joe Kennedy – clape
- Olliver Kraus – violoncel
- Emily Lazar – masterizare
- Joey Lemon – mixaj
- Blair MacKichan – compozitor
- Taz Mattar – inginier de mixaj
- James McMillan – compozitor
- Stephanie Pistel – coperta, fotografiere
- Sarah Register – masterizare
- Michael Sendaydiego – fotografiere
- Gus Seyffert – chitară
- Jeff Tweedy – fotografiere
- Joey Waronker – baterie

Creditări conform AllMusic și notele de linie de pe CD.

## Istoricul lansărilor
| Țară                       | Dată           | Format(uri)             | Casă de discuri | Ref.  |
| -------------------------- | -------------- | ----------------------- | --------------- | ----- |
| Australia                  | 3 aprilie 2007 | Descărcare digitală     | Astralwerks     | [ 4 ] |
| Statele Unite ale Americii | 3 aprilie 2007 | CD, descărcare digitală | Astralwerks     | [ 1 ] |
| Regatul Unit               | 7 mai 2007     | CD, descărcare digitală | Astralwerks     | [ 5 ] |